# Anhimella infidelis
Anhimella infidelis är en fjärilsart som beskrevs av Dyar 1904. Anhimella infidelis ingår i släktet Anhimella och familjen nattflyn. Inga underarter finns listade i Catalogue of Life.